# Моисей ибн-Тиббон
Моисей ибн-Тиббон (1195, Марсель — 1274, Марсель) — французско-еврейский врач, писатель и переводчик.
Из рода ибн-Тиббонов; сын Самуила (ок. 1150—1230) и отец Иуды; родился в Марселе; расцвет его литературной деятельности приходится на промежуток между 1240—1283 годами. Большое число его трудов указывает, что он, вероятно, достиг преклонного возраста.

## Труды

### Комментарий на Песнь Песней
Комментарий на Песнь Песней, написанный под влиянием Маймонида, носит философский и аллегорический характер и похож на комментарий его шурина Абба Мари бен-Симсон бен-Анатоли (1194—1256), на которого он часто ссылается.
В длинном введении автор трактует о поэтической форме и философском содержании книги, особенно обсуждая три класса поэзии, согласно «Органону» Аристотеля. Эта часть предисловия, взятая из комментария Иммануила бен-Соломон на Песнь Песней, была опубликована Дукесом в его «Nachal Kedumim» (55, 56; изд. 1853 года).

### Комментарий на Пятикнижие
Свой комментарий на Пятикнижие автор цитирует в предыдущем комментарии на Песнь Песней; о нём упоминают Исаак де Латтес, Гедалья ибн-Яхья и Азулаи.
Ho Иуда Москони (ум. 1370) высказал в своём суперкомментарии к трудам Ибн-Эзры сомнение в подлинности этого комментария ввиду его частых весьма неудовлетворительных объяснений. По Штейншнейдеру, это был только суперкомментарий к Ибн-Эзре.

### «Sefer Peah»
С апологетической тенденцией написал «Sefer Peah» — аллегорические объяснения агадических мест в Талмуде и Мидраше. Поводом к этому труду послужило открытие Раймондом де Пеньяфорте училища, где преподавали еврейские и арабские языки с целью обращения евреев и мавров в христианство, и христианские священники при полном своём незнании раввинской письменности всячески издевались над антропоморфизмами Талмуда.
Ибн-Tиббон написал свою книгу для тех, кто понимает антропоморфические выражения дословно, а не как Маймонид, в аллегорическом смысле.

### Другие комментарии
Комментарий о весах и мерах в Библии и Талмуде хранится в рукописи в Ватикане (Vatican, № 298, 4).
Исаак де Латтес (см. выше) упоминает ещё книгу ибн-Tиббона под заглавием «Sefer ha-Taninim», но не указывает её содержания; ватиканская рукопись носит название «Maamar al ha-Taninim»; пo каталогу Ассемани она содержит объяснения о сотворении «Taninim» (ср. Быт. 1:21). Гедалья ибн-Яхья приводит заглавие «Sefer ha-Kinjanin», и это заглавие принято было также Азулаем и Бенъякобом — впрочем, неправильно, как видно из содержания книги.

### Трактат о бессмертии души
Трактат о бессмертии души под заглавием «Olam Katon» сохранился в нескольких рукописях в Париже, Ватикане и оксфордской Бодлеяне. Но авторство ибн-Tиббона сомнительно; по одной бодлеянской рукописи (№ 1318, 7), этот трактат написал его отец Самуил, а пo другим сведениям автором его был Иуда, дед Моисея.

### Упоминания трудов
В рукописи сохранилось письмо ибн-Тиббона о вопросах, поставленных его отцом Самуилом по поводу труда Маймонида «Путеводитель растерянных».
Сочинение «Lekket Schikcha» упоминается Исааком де Латтес как содержащееся в вышеупомянутом комментарии на Библию, хотя де Латтес ничего не говорит о его содержании.
Гедалья ибн-Яхья также приводит заглавие книги и ошибочно приписывает Моисею ибн-Тиббону ещё «Sefer ha-Kolel», «Sefer ha-Melech» и «Sefer Assarah Debarim»; ему приписывали также ошибочно три других сочинения: комментарий к трактату «Aboth» и «Azharoth» Гебироля и примечания к «Sefer ha-Madda» Маймонида.

### Переводы
ЕЭБЕ считает, что переводы Моисея ибн-Тиббона важнее и многочисленнее, чем его оригинальные работы. Он перевёл много арабских трудов по философии, математике, астрономии и медицине таких авторов, как Аверроэс (особенно много), Авиценна, Батальюси, Алхассар, Аль-Фараби, Ибн-аль-Яззар, Хунайн, Ар-Рази, а также «Начала» Евклида и сочинение известного греческого астронома Гемина под заглавием «Chochmat ha-Kochabim» или «Chochmat Techunah» и др.

#### Переводы сочинений Маймонида
Сохраняя верность семейной традиции, перевёл те сочинения Маймонида, которые его отец, Самуил, оставил непереведёнными:
- «Michtab» или «Maamar be Hanhagoth ha-Beriut» — трактат o гигиене, написанный Маймонидом в виде письма к султану, был издан в «Kerem Chemed»[10] Яковом бен-Моисей Цеби (Jacob ben Moses Zebi) в «Dibreh Moscheh»[11] и Яковом Сапиром[12]; этот перевод был одним из первых, если не первым составленным Моисеем ибн-Тиббоном (1244).
- Из перевода комментария Маймонида к Мишне отрывок трактата «Пеа» был опубликован Авраамом Гейгером (1847); возможно, что ибн-Тиббон перевёл весь раздел Моэд.
- «Сефер га-Мицвот[англ.]» (Книга заповедей) — также один из первых переводов ибн-Тиббона, печатался в Константинополе (1516—1518), а затем в разных изданиях «Йад» Маймонида, но без того введения, в котором переводчик извиняется, что продолжал свой перевод, хотя знал таковой Авраама Хасдая; но тот пользовался первым арабским изданием, в то время как он (Моисей ибн-Тиббон) имел перед собой позднейшее просмотренное издание.
- известный трактат о логике «Milloth ha-Higgajon», который появился впервые в Венеции (1552) с двумя анонимными комментариями. Полный экземпляр арабского оригинала не известен. Терминология ибн-Тиббона в этом переводе была принята всей еврейской философской литературой.
- «Ha-Maamar ha-Nikbad» — трактат Маймонида о ядах; другое название «Ha-Maamar be-Teriak», сохранился в разных рукописях;
- комментарий Маймонида к «Афоризмам» Гиппократа.[3]